# Adelognathus chrysopygus
Adelognathus chrysopygus là một loài tò vò trong họ Ichneumonidae.